# Puchar Świata w skokach narciarskich w Bollnäs
Zawody Pucharu Świata w skokach narciarskich w Bollnäs zostały po raz pierwszy (i jak do tej pory jedyny) rozegrane w sezonie 1990/91. Konkurs na skoczni Bolleberget odbył się w 6 marca 1991 roku. Zwycięzcą został Szwajcar Stefan Zünd.

## Medaliści konkursów PŚ w Bollnäs
| Lp | Data         | Skocznia    | K   | Uwagi | 1. miejsce | 2. miejsce  | 3. miejsce |
| -- | ------------ | ----------- | --- | ----- | ---------- | ----------- | ---------- |
| 1. | 6 marca 1991 | Bolleberget | K90 | -     | S.Zünd     | R.Laakkonen | F.Jež      |